# Gymnich
Gymnich is een plaats in de Duitse gemeente Erftstadt, deelstaat Noordrijn-Westfalen, en telt circa 4.800 inwoners (2019).
In de plaats staat het bekende Kasteel Gymnich. 
Kasteel Gymnich is van 1971 tot 1998 door de Bondsregering van Duitsland  van de toenmalige adellijke eigenaar gehuurd als gastenverblijf voor officiële gasten, zoals buitenlandse staatshoofden. Van 1998-2002 was het in bezit van leden van de bekende muziekgroep Kelly Family. De laatst bekende eigenaar was in 2015 van plan, er een exclusief hotel met restaurant in de hoogste prijsklasse te openen.